# 小野田英一
小野田 英一（おのだ えいいち、1953年4月16日 - ）は、日本の男性俳優、声優。東京都出身。東京俳優生活協同組合所属。

## 来歴
1975年、俳協俳優養成所第一期卒。

## 人物
声種はバリトン。
特技はゴルフ、ドラム。免許・資格は普通自動車免許、自動二輪大型。

## 出演作品

### テレビドラマ
- 特別機動捜査隊（NET）
  - 第660話「結婚七年目」（1974年）
  - 第754話（1976年）
  - 第762話「若き十七歳哀歌」（1976年）
- Gメン'75 第31話「男と女のいる特急便」（1975年、TBS）
- 気まぐれ本格派  第5話「北の白鳥・南の鵞鳥」（1977年、日本テレビ）
- 騎馬奉行 第26話「新しき旅立ち」（1980年、関西テレビ）
- 大捜査線 第14話「エンゼルの怒り」（1980年、フジテレビ）
- 黄金の犬（1980年、日本テレビ）
- 裸の大将放浪記 第1回（1980年、関西テレビ）
- ザ・ハングマンII（1982年、朝日放送）
- スタア誕生 (テレビドラマ)（1985年 - 1985年、フジテレビ） - ちえみちゃんだよりと次回予告のナレーション
- ヤヌスの鏡（1985年 - 1986年、フジテレビ） - 杉浦幸ちゃんだよりと次回予告のナレーション
- 散歩の日々（1998年、テレビ東京）

### 映画
- 鉄塔 武蔵野線（1997年） - 晴男の兄

### テレビアニメ
- アンデス少年ペペロの冒険（1975年 - 1976年、NET） - 村人A
- 母をたずねて三千里（1976年、フジテレビ）
- 若草のシャルロット（1977年 - 1978年、朝日放送） - 男A、カウボーイA、ボーイ、使用人
- ペリーヌ物語（1978年、フジテレビ） - グリゴリッチの次男 他
- 無敵鋼人ダイターン3（1978年、テレビ朝日） - ソルジャー
- 野球狂の詩（1979年、フジテレビ） - 男B
- スーキャット（1980年、テレビ東京） - 赤井
- 伝説巨神イデオン（1980年、テレビ東京） - 管制員、兵士、レーダー係、オペレーターA、ギャバリー・テクノ〈12話〉[4] 他
- トム・ソーヤーの冒険（1980年、フジテレビ） - 男
- 銀河烈風バクシンガー（1982年 - 1983年、テレビ東京） - シンザーク・ハイム
- 銀河疾風サスライガー（1983年 - 1984年、テレビ東京） - デイブ

### 劇場アニメ
- フリテンくん（1981年、東宝）

### ゲーム
- あすか120%リミテッド BURNING Fest.（1997年、OPムービーナレーション）
- BSイーハトーヴォ物語（1997年）
- パンツァーバンディット（1997年、ナレーション）

### 特撮
- 忍者キャプター（1976年 - 1977年、テレビ東京） - 甲賀蜘蛛彦〈声〉
- ロボット110番（1977年、テレビ朝日）
- バッテンロボ丸（1982年 - 1983年、フジテレビ） - バズカンの声
- 劇場版 バッテンロボ丸（1982年） - バズガンの声
- スーパー戦隊シリーズ
  - 超新星フラッシュマン（1986年 - 1987年、テレビ朝日） - ナレーション
  - 地球戦隊ファイブマン（1990年 - 1991年、テレビ朝日） - ナレーション

### ナレーション
- ザ・フレッシュ!（1994年 - 1995年、TBS）
- TXNニュースアイ（1999年 - 2005年、テレビ東京）
- THE・サンデー（1989年 - 2008年、日本テレビ）
- ザ!情報ツウ（2002年 - 2006年、日本テレビ）
- ゴルフの女神（BSジャパン）

### ラジオ
- JET STREAM（1995年 - 2000年、TOKYO FM） - 2代目パーソナリティ
- ラジオライブラリー「新・人間革命」（2003年 - 2015年・2019年 - 2021年、文化放送） - 朗読

### バラエティ
- オレたちひょうきん族（1981年 - 1989年、フジテレビ） - ナレーション
- いつか行く旅（1989年 - 1991年、テレビ朝日） - 提供ナレーション

### CM
- イナバ物置 - ナレーション
- ハドソン「ボンバーキング」「ヘクター'87」 - ナレーション